# مرغابی‌های پاروزن
مرغابی‌های پاروزن، مرغابی‌های شناگر، مرغابی‌های کشتی‌بخار یا مرغابی‌های استیمر (به انگلیسی: steamer ducks) (کشتی بخار) از جنس (Tachyeres) هستند و از خانوادهٔ مرغابیان می‌باشند. مرغابی‌های شناگر دارای چهار گونه هستند و در بخش جنوبی آمریکای جنوبی (در شیلی و آرژانتین) سکونت دارند و همه گونه‌ها به‌جز یکی از آنها، توانایی پرواز کردن ندارند و جزو پرنده بی‌پرواز هستند. حتی آن یک گونه هم که توانایی پرواز دارد، به‌ندرت پرواز می‌کند.
نام Tachyeres از کلمه یونانی به معنی «سریع پارو زدن» یا «پاروزن سریع» می‌آید. این مرغابی‌ها به نام مرغابی‌های شناگر (به معنی اردک‌های کشتی بخار) نام‌گذاری شدند، زیرا این مرغابی‌ها به هنگام شنای سریع، با بال‌های خود در آب بال و پر می‌زنند و همچنین با پاها در آب جلوه‌ای مانند کشتی چرخ‌پره‌ای بخاری ایجاد می‌کنند.
آنها می‌توانند پرخاشگر باشند و توانایی تعقیب برخی از شکارگران خود را دارند. نبردهای خونین مرغابی‌های شناگر با یکدیگر بر سر اختلاف قلمرو در طبیعت دیده می‌شود. آنها حتی پرنده‌های بزرگ‌تر که جثهٔ چندین برابر آنها را دارند را می‌کشند.